# Adjuvant de Freund
L'adjuvant de Freund est un mélange lipidique qui entre en jeu dans les techniques d'immunostimulation. 
Cet adjuvant est ajouté à l'antigène de manière à provoquer une réaction immunitaire.
Il a été proposé pour la première fois par Jules Freund en 1942.